# Янтанглест
Янтангле́ст (лат. Yangtanglestes) — род вымерших млекопитающих из семейства мезонихид, известный из палеоцена Китая. Является древнейшим представителем отряда мезонихии.
Янтанглест появился в раннем палеоцене; ископаемые остатки представителей данного рода встречаются вплоть до зеландского яруса (средний палеоцен). В среднем палеоцене симпатрически сосуществовал с предположительно восходящими к нему родами диссакус (Dissacus), синоникс (Sinonyx) и цзянсия (Jiangxia). Характеризовался небольшими размерами и тонкими челюстями.